# Rezső Seress
Rezsó Seress, nascut Rezsó Spitzer (Budapest, 3 de novembre del 1889 - Budapest, l'11 de gener del 1968), fou un músic i compositor hongarès.

## Síntesi biogràfica
Seress era un músic autodidacte. Va aprendre sol a tocar el piano. La seva composició més famosa és la cançó Szomorú Vasárnap que data del 1933. La peça és més coneguda per la seva versió en anglès Gloomy Sunday (Diumenge melangiós). La lletra en la versió original hongaresa va anar a càrrec del poeta Lazsló Javor. Aquesta cançó va ser prohibida en diversos països, entre ells Hongria, Gran Bretanya i els Estats Units per culpa d'una infame llegenda que la titllava de "cançó maleïda". Es creia el que el to extremadament melancòlic de la cançó i la seva lletra desesperançada provocava el suïcidi entre les persones que havien estat abandonades o que se'ls havia mort la parella. Només a Hongria disset persones es van suïcidar deixant notes on s'esmentava la cançó o versos d'aquesta. Aquesta aura de maledicció li va donar una fama inesperada i es va fer molt famosa arreu del món essent traduïda a diversos idiomes com l'anglès, francès, alemany...
Irònicament, Seress es va suïcidar llançant-se per una finestra.

## Biografia
Rezső Seress va viure la major part de la seva vida en la pobresa a Budapest, des d'on, sent jueu, va ser portat a un camp de treball pels nazis durant la Segona Guerra Mundial. Va sobreviure al camp de concentració i després d'haver treballat al teatre i al circ, on era trapezista, es va concentrar en la composició i el cant després d'una lesió. Seress va ensenyar ell mateix a tocar el piano amb una sola mà. Va compondre moltes cançons, com Fizetek főúr (Ei cambrer, porta'm la factura), Én úgy szeretek részeg lenni (M'encanta estar borratxo) i una cançó per al Partit Comunista Hongarès per commemorar el pont de cadenes que creua el riu a Budapest, Újra a Lánchídon (Altra vegada al pont de cadenes).
La seva composició més famosa és Szomorú Vasárnap ("Diumenge tenebrós"), escrita l'any 1933, que va guanyar infàmia a mesura que es va associar amb una onada de suïcidis.
Seress va sentir una forta lleialtat a Hongria, i una de les raons de la seva pobresa mentre tenia una cançó de fama mundial va ser que mai va voler anar als EUA per cobrar els seus drets d'autor, sinó que es va quedar com a pianista al restaurant Kispipa de la seva ciutat natal. Aquest restaurant tenia una estufa de tubs al centre del seu menjador i feia un fred notable per a un restaurant. El lloc era el favorit de les prostitutes, els músics, els esperits bohemis i la classe treballadora jueva.
A mesura que la seva fama va començar a minvar, juntament amb la seva lleialtat al partit comunista, Seress va caure en la depressió. Tot i que ell mateix va sobreviure als treballs forçats nazis a Ucraïna, la seva mare no, la qual cosa va intensificar la seva tristesa.

Seress es va suïcidar a Budapest el gener de 1968; va sobreviure a salt per una finestra, però més tard a l'hospital, es va ofegar amb un cable. El seu obituari a The New York Times esmenta la notòria reputació de "Gloomy Sunday":
| « | Budapest, 13 de gener. Rezső Seress, per èxit de la seva cançó "Gloomy Sunday" va ser acusat d'haver provocat una onada de suïcidis durant els anys trenta, ha acabat amb la seva pròpia vida amb un suïcidi, segons es va saber avui. Les autoritats han revelat avui que el senyor Seress va saltar des d'una finestra del seu petit apartament aquí diumenge passat, poc després del seu 69è aniversari. La dècada dels anys trenta va estar marcada per una forta depressió econòmica i la convulsió política que havia de provocar la Segona Guerra Mundial. La melancòlica cançó escrita pel senyor Seress, amb paraules del seu amic, Ladislas Javor, poeta, declara en el seu clímax: "El meu cor i jo hem decidit acabar amb tot". Es va culpar d'un fort augment dels suïcidis, i els funcionaris hongaresos finalment ho van prohibir. A Amèrica, on Paul Robeson va introduir una versió en anglès, algunes emissores de ràdio i discoteques van prohibir la seva difusió. El Sr. Seress es va queixar que l'èxit de "Gloomy Sunday" en realitat augmentava la seva infelicitat, perquè sabia que mai seria capaç d'escriure un segon hit. | » |

— The New York Times, 13 de gener de 1968.